# 薔薇の封印 -ヴァンパイア・レクイエム-
ミュージカル・ゴシック『薔薇の封印』-ヴァンパイア・レクイエム-（ばらのふういん ヴァンパイアレクイエム）は宝塚歌劇団月組によって上演されたミュージカル作品。2003年11月21日から12月26日（新人公演は12月9日）に宝塚大劇場、2004年2月6日から3月21日（新人公演は2月17日）に東京宝塚劇場で上演された。作・演出は小池修一郎。
オムニバス形式の作品で、電光掲示板による斬新な演出が特徴。劇中の一部の設定について、萩尾望都から許可を得ている。トップスター紫吹淳の退団公演となった。この作品は紫吹と同期の五峰亜季が専科から特別出演し、紫吹の退団に花を添えた。

## あらすじ

### 第一幕
プロローグ（2003年・薔薇の谷）　
ヴァンパイア伝説のある薔薇の谷では朽ち果てた僧院を再建しようとチャリティーイベントが行われていた。ヒロイン・ジェニファー（映美くらら）もそのイベントに参加する１人。僧院の廃墟で眠ってしまったジェニファーの夢の中に一人の美しいヴァンパイアが現れる。目が覚めたジェニファーは仲間達にその話をする。すると仲間のピーターが古い日記を読み始めた。それは薔薇の谷でのヴァンパイアに関する日記だった。
第1話（1314年）　
薔薇の谷ではテンプル騎士団のフランシス（紫吹淳）が追われていた。フランシスは薔薇の谷の姫・リディアに助けられる。互いに好意を持つ2人だがフランシスはリディアがヴァンパイアであると気付く。悩んだフランシスはリディアの為に自らもヴァンパイアとなることを決意し、2人は婚約する。しかし、そんな2人を快く思っていない修道僧ミハイル（彩輝直）は封印を破り荒ぶる魂を宿した悪のヴァンパイアとなり、嫉妬から愛するリディアを殺してしまう。フランシスとミハイルは激しく対立するがミハイルには逃げられてしまう。ミハイルを倒すべくフランシスは時の流れを超え、旅に出るのであった。
第2話（1666年・パリのサンジェルマン宮殿）　
フランシスはバレエが趣味の太陽王ルイ14世（霧矢大夢）のダンスの先生となる。王の暗殺を企む王の弟フィリップ（大空祐飛）に力を貸す錬金術師のマダム・ノアールの正体がミハイルであると気付いたフランシスは暗殺計画から王を守る。しかし、騒ぎにまぎれてミハイルには逃げられてしまう。フランシスは再び旅に出るのであった。

### 第二幕
第3話（1934年・ベルリン）　
フランシスはロシアからの亡命貴族としてナチスにより迫害されるユダヤ人の亡命組織の手助けをしていた。そしてユダヤ人で同じく亡命を手伝っているポーラから告白を受ける。フランシスも好意を持っていたが、前の恋(リディアのこと)を超える恋しか出来ないと断る。丁度その時、ナチス親衛隊の中佐カイザーになっていたミハイルが現れ、一緒に世界を征服しようと誘われるが断る。しかも、フランシスがヴァンパイアであるということやポーラ達がユダヤ人であること、亡命の手助けをしていたこともばれてしまう。ポーラらを逃がし、フランシスは再びミハイルと対峙するが、またもや逃げられてしまう。
第4話（2003年・薔薇の谷／第一幕のプロローグの続きである）　
ミハイルはマイケルと名をかえ会社の社長となり、永遠の命や若さ、ヴァンパイアについて研究をすすめていた。ミハイルは僧院再建のチャリティーイベントの主催者であった。そこに現れたのはフランシス。そのフランシスが夢に出てきたヴァンパイアにそっくりであると感じたジェニファーは運命を感じる。さらに、フランシスはジェニファーがポーラの孫だということをしる。しかし、ジェニファーはミハイルの恋人であった。ミハイルはフランシスを倒すべく彼を氷漬けにしようとするがそこをジェニファーに見られてしまう。フランシスに好意を持つジェニファー。再び愛する者を奪われたミハイルは世界を自分の物にしようとするが、脱出したフランシスによって時の狭間に飛ばされる。フランシスとジェニファーは互いの気持ちを確かめ合い、2人で旅に出るのであった。

## 主な配役

### 本公演
- 紫吹淳 フランシス・ド・ブロア、アレクセイ・コルサフスキー侯爵、アンドリュー・F・ジョーンズ
- 映美くらら ジェニファー・マッカートニー、リディア、ポーラ
- 彩輝直 ミハイル、マダム・ノアール、カイザー中佐、マイケル・バートン
- 星原美沙緒 リルスキー、領主ガブリエル、レーム
- 五峰亜季 カッサンドラ、ディ・フラッソ男爵夫人
- 夏河ゆら マリア、マダム・ヘルガ
- 光樹すばる レンフィールド
- 大空祐飛 ロバート、フィリップ、エミール
- 霧矢大夢 クリフォード、ルイ14世
- 月船さらら ピーター、アンリ
- 紫城るい サラ、アンリエット
- 北翔海莉 修道僧、浮浪者、ニコラ

### 新人公演
- 北翔海莉 フランシス・ド・ブロア、アレクセイ・コルサフスキー侯爵、アンドリュー・F・ジョーンズ
- 城咲あい ジェニファー・マッカートニー、ポーラ
- 真野すがた ミハイル、マダム・ノアール、カイザー中佐、マイケル・バートン

## 主なスタッフ
- 作・演出：小池修一郎
- 作曲･編曲：吉田優子
- 編曲：鞍富真一
- 振付：羽山紀代美、麻咲梨乃、御織ゆみ乃、川崎悦子、島崎徹、AYAKO
- 装置：大橋康弘
- 衣装：有村淳
- 照明：勝柴次朗
- 音響：大坪正仁
- 歌唱指導：楊淑美
- 映像：奥秀太郎
- 映像中デザイン：江津匡士
- 演奏：宝塚歌劇オーケストラ
- 制作：木村康久